# Трояново (област Бургас)
 За другото българско село вижте Трояново (Област Стара Загора).  
Троя̀ново е село в Югоизточна България, община Камено, област Бургас.

## География
Село Трояново се намира на около 27 km запад-северозападно от центъра на областния град Бургас, около 12 km запад-югозападно от общинския център град Камено и около 19 km юг-югозападно от град Айтос. Разположено е в Бургаската низина, на около 3 km източно от Хаджиларска река, ляв приток на Русокастренска река, и около 3 km западно от Чукарска река. През западната част на селото протича от север на юг ляв приток на Хаджиларска река. Надморската височина в центъра на селото е около 120 m, нараства към източния му край до около 130 – 140 m, към северния – до около 150 m, а на запад към реката намалява до около 100 – 110 m. Климатът е континентално-средиземноморски с черноморско климатично влияние, почвите в землището са преобладаващо излужени смолници и ранкери.
Третокласният републикански път III-5391 свързва Трояново през село Аспарухово на югозапад и селата Крушово и Детелина с град Айтос. През Трояново минава в направление север – юг третокласният републикански път III-539, водещ на юг през селата Русокастро и Дюлево към град Средец, а на север през село Вратица и покрай село Винарско – към град Айтос. На около километър югоизточно от Трояново, от републикански път III-539 се отклонява на югоизток третокласният републикански път III-7909, който води през селата Равнец, Братово и квартал Горно Езерово към квартал „Меден рудник“ на град Бургас.
Участъкът с дължина около 6 km от републикански път III-539 от разклона му с път III-7909 на юг към Русокастро, до останките от късноантичната и средновековна крепост в местността Русин камък, който участък към 2020 г. е практически непроходим за автомобилно движение, от ноември 2020 г. е в ремонт.
Землището на село Трояново граничи със землищата на: село Вратица на север; село Винарско на североизток; село Кръстина на изток; село Равнец на югоизток; село Русокастро на юг; село Желязово на юг; село Аспарухово на югозапад; село Крушево на запад; село Хаджиите на северозапад.
В землището на село Трояново се намират (към 05.03.2015 г.) язовир Трояново и още 8 микроязовира.

## История
Трояново е изградено върху останки от античността. Намерени са сребърни тетрадрахми и тухлен гроб от римската епоха. В местността Панчов кладенец е открита колективна находка от 766 византийски монети от 10 век. Селото е споменато в османотурски регистър от 1731 г. под името „Келеш махалеси“ (до 1892 г. носи името „Келеш кьой“).
През 1861 г. част от жителите на селото – 33 семейства (74 души), емигрират в Украйна и основават колония (днешното село Надеждино, Запорожка област).
След Руско-турската война 1877 – 1878 г., по Берлинския договор 1878 г. селото остава в Източна Румелия; присъединено е към България след Съединението през 1885 г.
Селото е благоустроено и има поддържана инфраструктура. Изградени са водоснабдителна, електроснабдителна и съобщителна мрежи. В Трояново към 2022 г. функционират кметство, основно училище, целодневна детска градина, както и общопрактикуващи лекари. Редовен е транспортът до Бургас, Камено, Айтос и Карнобат.

## Население
Населението на село Трояново наброява 2011 души при преброяването към 1934 г. и 2152 към 1946 г., намалява – след известни колебания, до 1472 към 1992 г. и до 1020 (по текущата демографска статистика за населението) към 2020 г.

### Етнически състав
Преброяване на населението през 2011 г.
Численост и дял на етническите групи според преброяването на населението през 2011 г.:
|                     | Численост |
| Общо                | 1150      |
| Българи             | 601       |
| Турци               | 18        |
| Цигани              | -         |
| Други               | -         |
| Не се самоопределят | -         |
| Неотговорили        | 530       |

## Личности
- Пеньо Николов Русев (1919 – 1982), литературен историк и писател
- Иван Димитров Шибилев (1927 – 1985), виртуозен акордеонист
- Иван Янчев (1921 – 1995) – артист
- Тодор Тодоров (р. 1968), български офицер, бригаден генерал